# Berlou
Berlou település Franciaországban, Hérault megyében. Lakosainak száma 222 fő (2022. január 1.). Berlou Cessenon-sur-Orb, Ferrières-Poussarou, Olargues, Prades-sur-Vernazobre, Roquebrun és Saint-Étienne-d’Albagnan községekkel határos.

## Népesség
A település népességének változása:
| Lakosok száma | 267  | 203  | 193  | 186  | 200  | 200  | 203  | 211  | 215  | 222  |
|               | 1968 | 1982 | 1990 | 2006 | 2013 | 2015 | 2017 | 2019 | 2020 | 2022 |